# السجادة البهرستانية
السجادة البهرستانية نسبة إلى بهارستان ومعنى بهارستان مدينة الربيع كانت سجادة كبيرة طولها 140 متر وعرضها 27 مترًا وقد نسجت من حرير وذهب وفضة ومجملة بالأحجار الكريمة النادرة .
بعد معركة فتح المدائن أُرسلت السجادة إلى الخليفة عمر ، الذي كان في المدينة المنورة. و أشار عليه علي بن أبي طالب أن يقطعها إلى أجزاء؛ فيقول علي بن أبي طالب: «فكان لي نصيب منها بِعْتُه بعشرين ألف درهم».